# Biggest Hits
Biggest Hits es un álbum de grandes éxitos del cantante country Johnny Cash lanzado en 1984.
El álbum difiere del título en si ya que las únicas canciones exitosas en ese momento que fueron incluidas en este álbum fueron "Boy Named Sue" y "The Ballad of Ira Hayes", las restantes 8 canciones eran canciones que Cash había puesto en álbumes anteriores o simplemente eran canciones olvidadas. Como resultado no hubo mucho interés en los fanes por comprar este álbum y los coleccionistas creyeron que sería una pérdida de dinero para adquirir canciones como "Flesh and Blood" "It'll Be Her" "L&N Don't Stop Here Anymore" y "Bull Rider"

## Canciones
1. The Baron
(Richey, Sherrill y Taylor)
2. The Ballad of Ira Hayes
(LaFarge)
3. It'll Be Her
(Reynolds)
4. Flesh and Blood
(Cash)
5. Mobile Bay
(Kirby y Putman)
6. A Boy Named Sue
(Silverstein)
7. The L & N Don't Stop Here Anymore
(Ritchie)
8. Bull Rider
(Crowell)
9. Last Time
(Kristofferson)
10. Reverend Mr. Black
(Leiber, Stoller y Wheeler)